# Schichtwiderstand

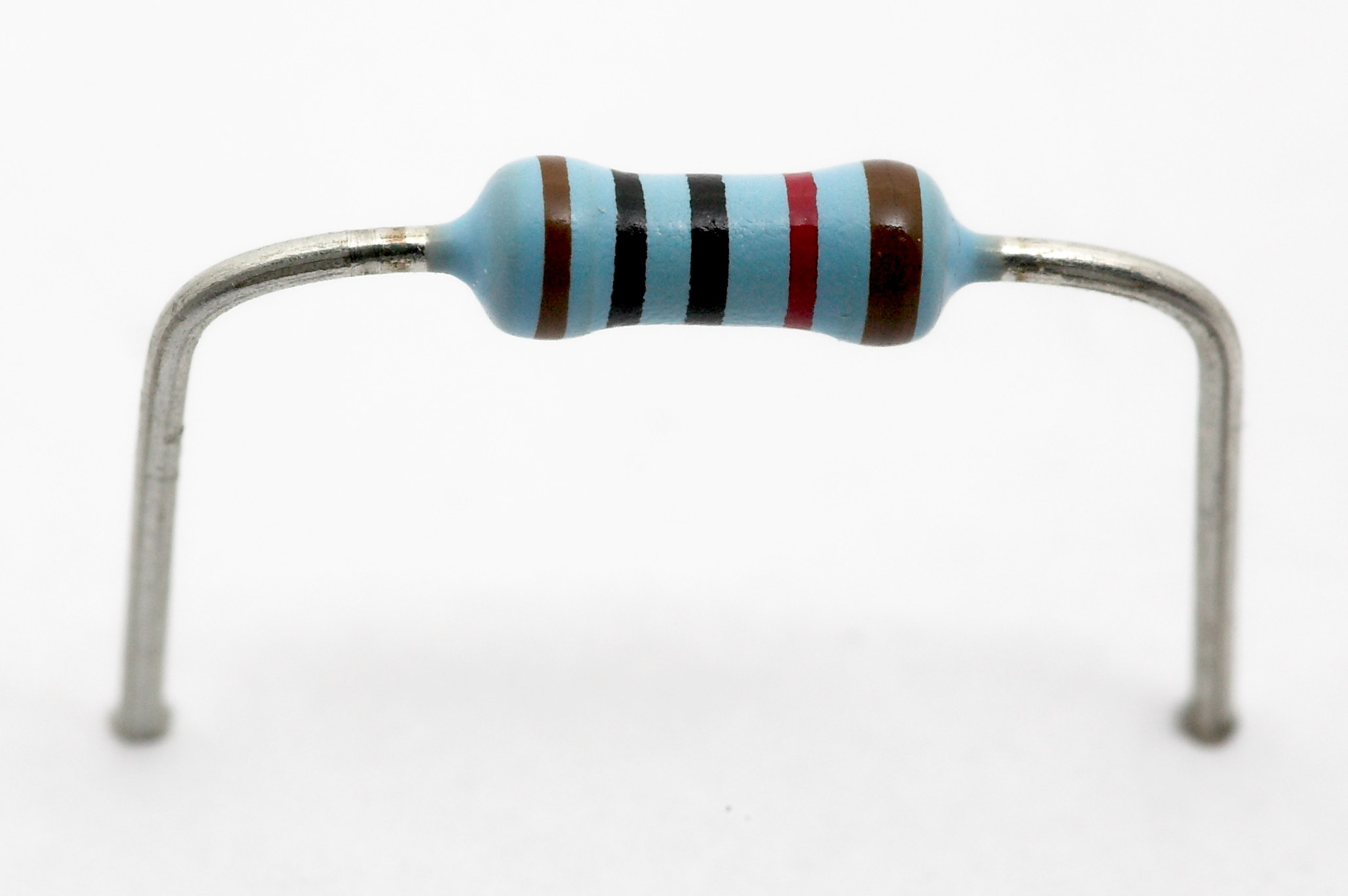
Metallschichtwiderstand 10 kΩ

Aufbau eines bedrahteten Schichtwiderstands (Querschnittsdarstellung)

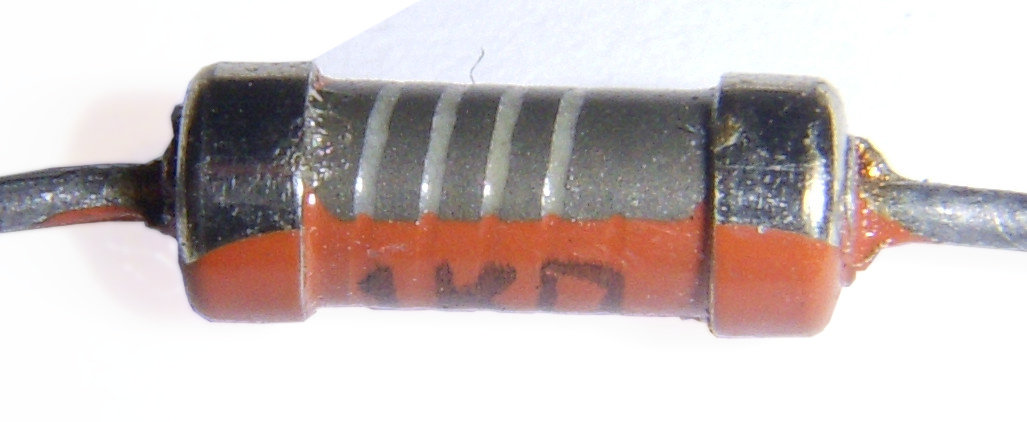
In dem unfertigen, nur teillackierten Widerstand ist die Wendelstruktur der Widerstandsschicht sichtbar

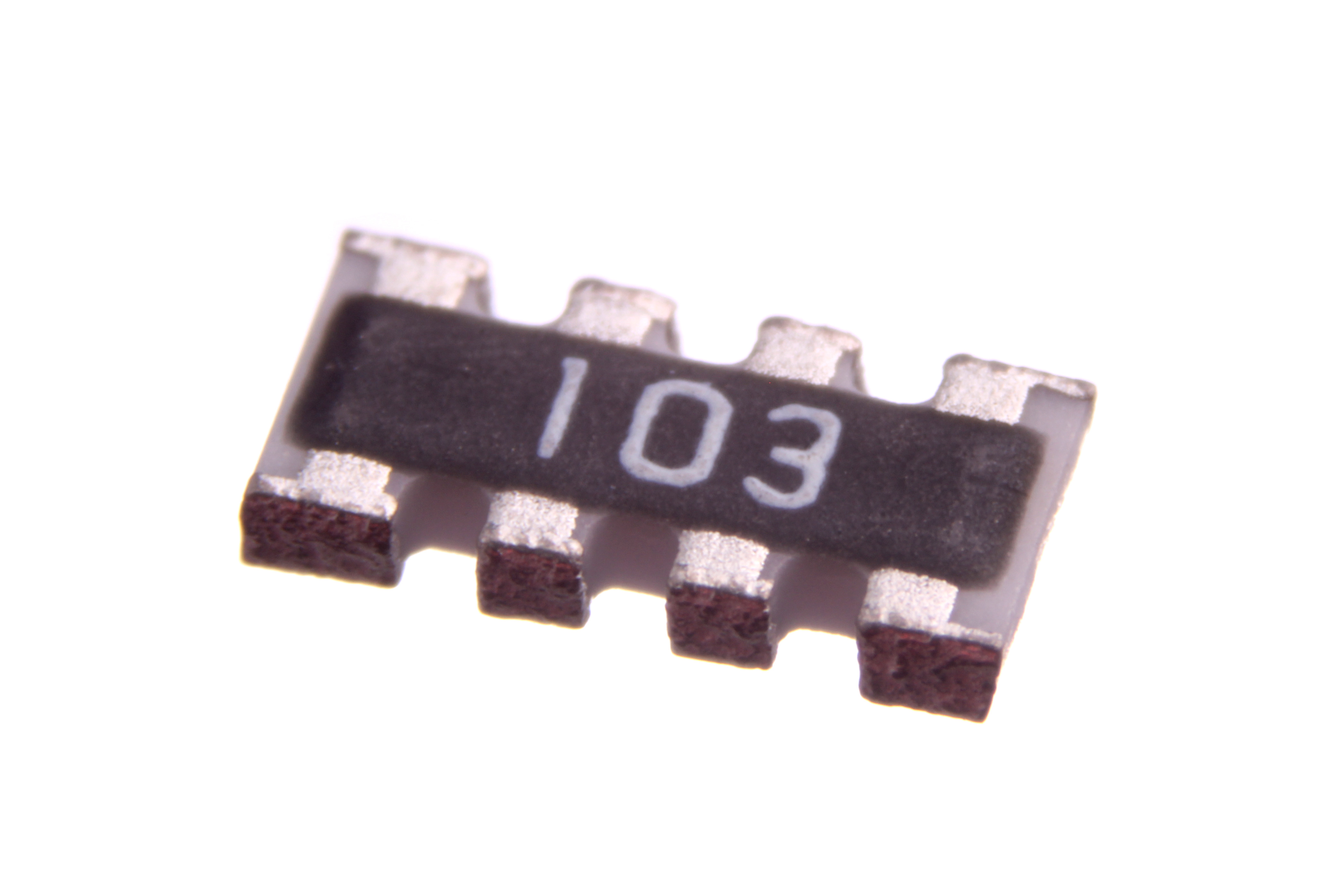
Oberflächenmontierbares Widerstandsnetzwerk in Dickschichttechnik

Ein Schichtwiderstand ist eine Bauart eines elektrischen Widerstands in elektronischen Schaltungen, bei dem das Widerstandselement als dünne Schicht auf einem Träger aufgebracht ist; sie sind die am häufigsten genutzte Widerstandsbauart. Im Aufbau besteht der Schichtwiderstand aus einem elektrisch nicht leitenden, meist keramischen Kern als Trägermaterial, der mit einer Schicht aus einem Widerstandmaterial und zwei metallenen Anschlüssen versehen ist. Die dünne Schicht erlaubt aufgrund der geringen Querschnittsfläche höhere Widerstandswerte; nochmals höhere Widerstandswerte werden mit Hilfe einer Wendel- oder Mäanderstruktur in der Widerstandsschicht erreicht, die die Querschnittsfläche weiter reduziert und zugleich den Strompfad verlängert. Ein Abgleich des elektrischen Widerstandwertes ist durch Schleifen, Sandstrahlen, Elektronenstrahl- oder Laserabtrag der Widerstandsschicht möglich.
Die Schichtwiderstände werden neben ihren elektrischen Eigenschaften nach dem Material der Widerstandsschicht, nach der Herstellungstechnik und der Bauform klassifiziert. Während bis in die 1970er Jahre Kohleschichtwiderstände als kostengünstigstes Bauelement überwogen, wurden sie in dieser Rolle durch Dickfilmwiderstände abgelöst, die zudem bessere elektrische Eigenschaften wie Fertigungstoleranz und Temperaturkoeffizient des Widerstandes aufweisen. Für Präzisionsanwendungen eignen sich Metall-Dünnfilmwiderstände; sie können im Vergleich zu Dickschichtwiderständen mit nochmals
- höherer Genauigkeit gefertigt werden, und können eine
- geringere Alterung, ein
- geringeres Strom- bzw. Spannungsrauschen, eine
- geringere Nichtlinearität, eine
- geringere Abhängigkeit von Temperatur und anderen Umwelteinflüssen
- aber auch eine geringere Impulsfestigkeit aufweisen.

Übliche Fertigungstoleranzen und Temperaturkoeffizienten sind bei
Kohleschicht: {\displaystyle 2\dots 10\%,\quad T_{K}=-200\ldots -1200\ \mathrm {ppm} /\mathrm {K} }
Dickschicht: {\displaystyle 0{,}1\dots 5\%,\quad T_{K}=\pm 50\ldots \pm 300\ \mathrm {ppm} /\mathrm {K} }
Metallschicht: {\displaystyle 0{,}005\dots 1\%,\quad T_{K}=\pm 2\ldots \pm 50\ \mathrm {ppm} /\mathrm {K} }
Metallschicht bzw. Dünnfilmwiderstände liegen in den Kosten über denen von Dickschichtwiderständen; je nach Stückzahl und Spezifikation können Herstellungskosten bzw. Handelspreise weit unter einem Cent (Stand 2025) erreicht werden. Beide Bauweisen werden auch in Form eines Widerstandsnetzwerkes angeboten; insbesondere bei Dünnschicht-Widerstandsnetzwerken können dabei Toleranz und Temperaturkoeffizient zwischen den Widerständen des Netzwerkes verringert werden; bei Dickschicht-Widerstandsnetzwerken stehen günstigere Bestück- und Materialkosten pro Widerstandselement im Vordergrund.

## Bauform
Nach Bauform unterscheidet man für Leiterplattenmontage zylindrische und flache, quaderförmige Geometrien, jeweils bedrahtet für die Durchsteckmontage oder unbedrahtet für die Oberflächenmontage sowie Bauformen für eine sogenannte Chassismontage. Bauformen für Leitplattenmontage werden in unterschiedlichen Größen im Millimeter- und Zentimeterbereich und dadurch für elektrische Leistungen im oberen Milliwatt- und im Wattbereich angeboten. Die kurzzeitige Belastbarkeit kann insbesondere bei manchen Dickfilm- oder Kohleschichtwiderständen deutlich größer sein, bspw. über ein Kilowatt für eine Millisekunde. Kohleschicht- und Dünnschichtwiderstände können auch mit Sicherungsfunktion gefertigt werden und unterbrechen dann bei Überlastung den Stromfluss, ohne einen Brand zu verursachen. Filmwiderstände für Chassismontage weisen häufig ein komplexeres Gehäuse auf, über das Wärme an das Chassis abgeführt werden kann; dauerhafte elektrische Leistungen von mehreren hundert Watt sind damit möglich.
Alternativ zu diskreten Bauelementen können Dickschichtwiderstände auch als gedruckte Elemente in Hybridschaltungen eingesetzt werden. Dünnfilmwiderstände werden in ähnlicher Weise in integrierten Schaltungen verwendet.
In beiden Fällen ist eine Trimmung des Widerstandwertes mittels Laserschnitt möglich, wie es auch in den beiden nachfolgenden Bilder zu sehen ist. Darüber hinaus können Dünnfilmwiderstände in mehrlagige Leiterplatten integriert werden: Hierfür werden mit einer Widerstandsschicht versehene Kufperfolien angeboten, die als eine Lage der Leiterplatte verbaut und durch selektives Ätzen strukturiert werden. Die Werte des Flächenwiderstands liegen je nach Schichtstärke und -material im Bereich von 10…1000 Ohm/□ mit Widerstandschichtmaterialien NiP, NiCr, NiCrAlSi oder CrSiO. Sie sind mit Zusatzkosten von 0,21 US-Dollar pro Quadratzoll Leiterplattenfläche realisierbar.

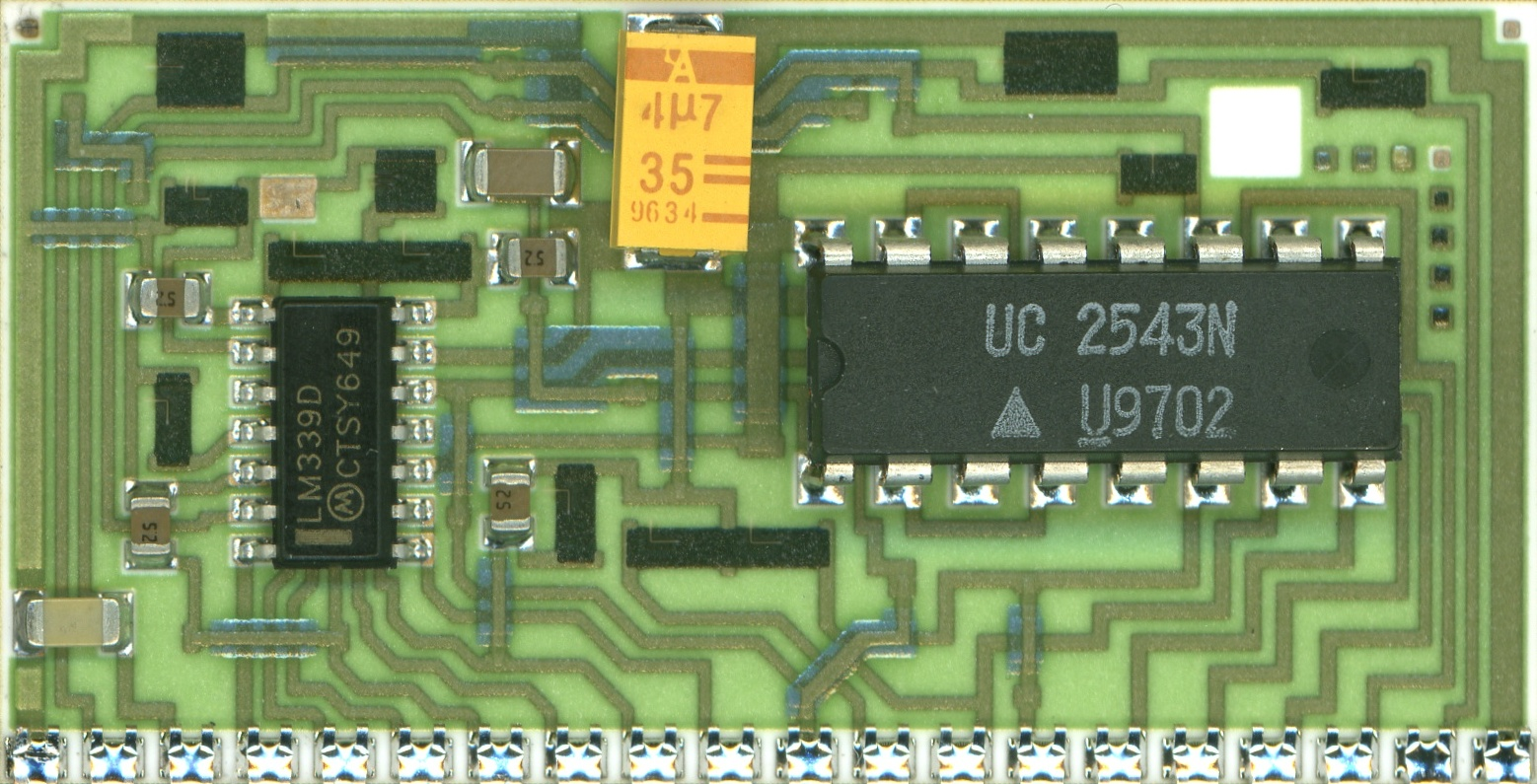
Hybridschaltung mit gedruckten Schichtwiderständen (schwarz)
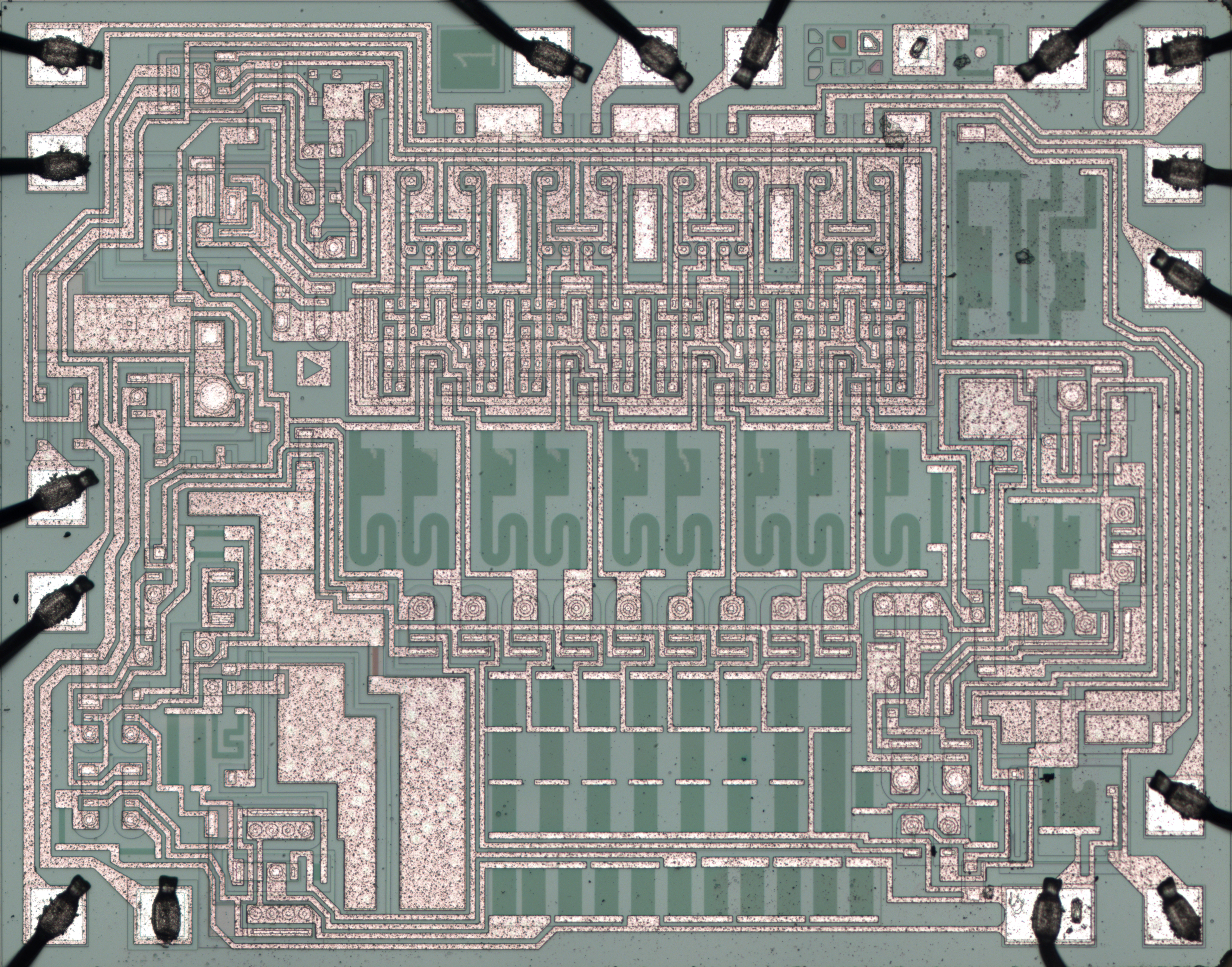
Ein integrierter Schaltkreis mit Dünnfilmwiderständen (grün)

## Widerstandsschicht

### Kohleschichtwiderstand
Bei Kohleschichtwiderständen wird als Widerstandelement eine polykristalline Kohlenstoffschicht mit einer Dicke von 10 nm bis 40 µm auf einen kleinen Keramikzylinder durch Pyrolyse aufgebracht. Dafür werden die Keramikträger auf etwa 1000 °C erhitzt und in eine Kohlenwasserstoffatmosphäre wie Methan gebracht, welche sich durch die hohe Temperatur zersetzt und dabei den Kohlenstoff auf dem Keramikträger ablagert. Um den Widerstandswert zu erhöhen, wird anschließen in die Kohlenstoffschicht eine helixförmige Unterbrechung mittels Laser oder Diamantschneider eingebracht, wodurch für den Stromfluss längere Bahnen mit weniger Querschnittsfläche entstehen. Auf die Zylinderenden werden dann metallische Kappen aufgepresst, welche die Widerstandschicht elektrisch kontaktieren und an denen Anschlussdrähte angeschweißt sind, über die der Widerstand durch eine Lötverbindung sowohl elektrisch mit der Schaltung verbunden als auch mechanisch getragen wird. Zum Schutz gegen Umwelteinflüsse ist der Widerstand meist mit einer Lackschicht versehen.
Kohleschichtwiderstände wurden in den 1920er Jahren von Siemens & Halske entwickelt und ab den 1930er Jahren von mehreren Firmen in Deutschland hergestellt.

### Metallglasurwiderstand
Bei Metallglasurwiderständen wird die Widerstandsschicht mit einer Dicke von etwa 10 µm durch Aufbringen und Brennen einer Glas-Metall-Suspension auf einem Träger bei Temperaturen zwischen 900 °C und 1100 °C hergestellt. Die Widerstandsschicht wird wie bei Kohleschicht- und Metalloxidwiderständen mit einer Helixstruktur versehen; die Enden des Trägers werden vernickelt und mit Anschlussdrähten verlötet.

### Metalloxidwiderstand
Für das Widerstandselement von Metalloxidwiderständen wird häufig Antimon-dotiertes Zinn(IV)-oxid mit einer Schichtdicke von 1 nm bis 100 nm nach anderen Quellen von 1 µm verwendet. In einem Herstellungsverfahren wird das Zinn und das Antimon als Chloridsalz auf einen als Träger fungierenden Glasstab aufgesprüht und bei etwa 1000 °C dann in die Widerstandsschicht umgewandelt. Die Weiterverarbeitung zum Bauelement erfolgt wie bei dem Kohleschichtwiderstand.
Metalloxidwiderstände etablierten sich in den 1950er Jahren als stabilere Alternative gegenüber Kohleschicht- und Metallglasurwiderständen.

### Metallschichtwiderstand
Bei der als Metallschicht-, Metallfilm- oder Dünnfilmwiderstand bezeichneten Bauart wird das Widestandselement als dünne Schicht von meist 10…100 nm Dicke durch Sputtern auf einem Träger aufgebracht. Dünnfilmwiderstände wurden seit den 1950er Jahren entwickelt und setzen meist die Materialkombination Nickel und Chrom oder Tantalnitrid für die Widerstandschicht ein, wobei mit Widerstandsschichten aus Nickel-Chrom die geringere Temperaturabhängigkeit und damit eine kleinere Toleranz erreicht werden kann. Die Strukturierung der Widerstandsschicht kann durch Photolithographie oder Laserablation erfolgen.
Zum Schutz vor schädigender Feuchtigkeit werden Widerstandsschichten aus Nickel-Chrom mit mitunter mehreren verschiedenen Schutzschichten versehen oder hermetisch in einem Gehäuse verschlossen, während Widerstandsschichten aus Tantalnitrid eine Schutzschicht aus Tantalpentoxid ausbilden und dadurch eine hohe Beständigkeit gegen Feuchtigkeit aufweisen.
Bereits im Jahr 1913 wurden gesputterte Metallschichtwiderstände und 1919 höherohmige spiralförmige Metallfilm-Widerstände erfunden, in den 1940er und 1950er Jahren beispielsweise bei der International Resistance Company (IRC) Nickel-Chrom-
und bei den Bell Labs Tantalschichten.
Dass dünne Metallfilme abweichende, vorteilhafte Widerstandseigenschaften aufweisen im Vergleich zur Berechnung aus dem spezifischen Widerstand des Materials, wurde verschiedentlich untersucht und modelliert. Grundlegende Arbeiten stammen von Fuchs und Sondheimer aus den Jahren 1938 und 1952, die in der Folgezeit weiter verfeinert wurden.

### Dickschichtwiderstand
Bei einem Dickschichtwiderstand wird die Widerstandschicht als Paste in einem Siebdruckverfahren aufgebracht und dann bei etwa 850 °C zu einer Widerstandsschicht gebrannt. Die Paste beinhaltet Rutheniumdioxid oder ähnliche Materialien zusammen mit Glaspartikel, aus denen die Widerstandschicht mit einer Dicken je nach Quelle von 25 µm oder rund 100 µm hergestellt wird.
Die widerstandsbehaftete Stromleitung zwischen den Partikeln kann auf unterschiedlichen physikalischen Effekten beruhen.

## Stabilität
Die Ausfallrate von Metallschichtwiderständen, insbesondere in Form von Netzwerken, ist nach dem Standard SN29500 geringer als die von Kohleschicht-, Metalloxidschicht- oder Drahtwiderstände; die Ausfallrate liegt je nach Betriebstemperatur bei unter 1 Ausfall in einem Zeitintervall von einer Milliarde Stunden. Hingegen gibt die DIN 44052 für Kohle- und Metallfilmwiderstände eine Ausfallrate von 10^-12h und 10^-8h innerhalb einer Brauchbarkeitsdauer von 130.000 h an.
Auch die Alterung, also die Veränderung des Widerstandswertes mit der Zeit, ist temperaturabhängig. Für Metallschichtwiderstände wird für die Stabilitätsklassen 0,1 und 0,05 eine maximale Widerstandsschichttemperatur von 85 °C gefordert, während für die Stabilitätsklassen größergleich 0,5 eine Widerstandsschichttemperatur bis zu 150 °C zugelassen ist.

### Fachbuch
- Otto Zinke: Widerstände, Kondensatoren, Spulen und ihre Werkstoffe. Springer Verlag, Berlin 1965, ISBN 3-540-03434-X (eingeschränkte Vorschau in der Google-Buchsuche).

### Normen
- Teile der Norm IEC 60115 der International Electrotechnical Commission legen Bau und Prüfungen von Schichtwiderständen fest.[32][33][34][35]
- Teile der europäisch Normen EN 140101[31] und EN 140401,[36][37][38][39] erarbeitet vom Europäischen Komitee für elektrotechnische Normung (CENELEC), die auf die Normen CECC 40101 und 40401 aufbauen und Eigenschaften von Schichtwiderständen festlegen.
- Die in den 1970er und 1980er Jahren herausgegebenen und mittlerweile zurückgezogenen Normen des Deutschen Instituts für Normung DIN 44050…44055 und DIN 44061…44064 beschreiben Schichtwiderstände allgemein,[40] Kohleschicht-[41][42][43][44] und Kohlegemischschichtwiderstände,[45] Metall-,[46][47] Metalloxid-[48] und Metallglasurschichtwiderstände.[49]
- Für die Verwendung im Automotive-Bereich werden Eigenschaften von Kohleschicht-, Metallschicht- und Metalloxidwiderstände in der AEC-Q200 des Automotive Electronics Council beschrieben.[50]
- Für militärische Anwendungen sind Eigenschaften von Schichtwiderständen in den Normen MIL-PRF-39017, MIL-PRF-55182 und MIL-PRF-55342 beschrieben.[51][52][53]